# 福州外国语学校教育集团
福州外国语学校教育集团，是在中华人民共和国福建省福州市成立的由福州外国语学校牵头发起成立的教育集团，也是该市首个市属中学教育集团。

## 相关学校

### 核心成员校
福州外国语学校、福州城门中学、福州市仓山小学

### 紧密合作校
福州江南水都中学

### 集团辐射校
福州教育学院附属第四小学、闽江师范高等专科学校附属实验小学、福州市麦顶小学、福州市施程小学、福州市城门中心小学。

## 唯一书院
由福建师大数学基础教育研究中心与福州外国语学校教育集团共同发起的公益组织。
2022年9月2日福州外国语学校教育集团举行“唯一书院”授牌启动仪式，成立了福州“唯一书院”。

## 特色班
2021年5月10日上午，福州外国语学校教育集团举行景润班、谢冕班、博学班、科创班及“日语教学研究中心”揭牌仪式。
其方向分别是：
景润班：专注数学科学。
谢冕班：专注人文科学。
博学班：北外国际班。
科创班：视觉艺术与科技。
日语教学研究中心：日语教学。